# Opel Ascona
Opel Ascona este o mașină mare de familie produsă de constructorul Opel-german din 1970 până în 1988. A fost produs în trei generații distincte de la 1970 până la 1988, începând cu tracțiune pe spate și se termină ca un derivat al unei mașini cu tracțiune față. În sporturile cu mașini puternice ca motor Ascona 400 este o mașină de raliu condusă de Walter Rohrl ce a câștigat titlul piloțtilor cu numele: Campionatul Mondial de Raliuri ", în sezonul 1982.
Ascona a luat numele de stațiunea de pe malul lacului cu același nume, în Ticino, Elveția, și deja în 1950 o ediție specială a modelului Opel Rekord P1 a fost vândut ca un Opel Ascona, în Elveția, în cazul în care numele a fost folosit din nou în 1968 pentru un localnic ce deținea o versiune adaptată a modelului Opel Kadett B în care producătorii au convins să încapă un motor de 1,7 litri împrumutat de la modelul mai mare care avea să fie un recrd al timpului. Opel Ascona. A fost lansat în 1970 și a fost bine vândut în toată Europa!
Opel Ascona fost introdus în septembrie 1970 și i s-a încheiat producția în luna august 1988, când trebuie înlocuit de către Opel Vectra A!